# Paspalum capillifolium
Paspalum capillifolium är en gräsart som beskrevs av George Valentine Nash. Paspalum capillifolium ingår i släktet tvillinghirser, och familjen gräs. Inga underarter finns listade i Catalogue of Life.